# Aalborg Post og Telegraf
Aalborg Post og Telegraf er et tidligere posthus i Aalborgs centrum i Algade mellem Budolfi Kirke og Aalborg Historiske Museum, ved Gammeltorv. Posthuset er opført i nationalromantisk stil af Hack Kampmann i 1908-10 og fredet i 1988. I fredningssagen omtales posthuset som typisk for Hack Kampmann med tydelig inspiration fra ældre herregårde. Driften som posthus ophørte i oktober 2013, og lokalerne udlejes til erhverv.
På bygningens sydside findes et rundt trappetårn. I murværkets øverste del er en række små, tilmurede huller, som tidligere gav adgang til et dueslag for Danmarks eneste statsansatte brevduer. 